# Vyšný Skálnik
Vyšný Skálnik é um município da Eslováquia, situado no distrito de Rimavská Sobota, na região de Banská Bystrica. Tem 5,05 km² de área e sua população em 2018 foi estimada em 142 habitantes.

## Demografia
| Ano:        | 1994 | 2004   | 2014   | 2024   |
| ----------- | ---- | ------ | ------ | ------ |
| Broj ljudi: | 149  | 152    | 147    | 145    |
| Razlika:    |      | +2,01% | -3,28% | -1,36% |

| Ano:               | 2023 | 2024   |
| ------------------ | ---- | ------ |
| Número de pessoas: | 144  | 145    |
| Diferença:         |      | +0,69% |